# 岸上大作
岸上 大作（きしがみ だいさく、1939年（昭和14年）10月21日 - 1960年（昭和35年）12月5日）は、日本の歌人。兵庫県神崎郡田原村井ノ口（現・福崎町西田原）出身。

## 人物
戦病死で父親（岸上繁一）をなくした後、貧困な母子家庭に育つ（母はまさゑ）。長男。中学時代に社会主義に興味を持つ。兵庫県立福崎高等学校に入学して、文芸部に入部。詩、俳句、小説、ドラマなどを書くが、歌誌「まひる野」に入会して短歌のみを志すこととなる。國學院大學文学部に入学し、安保闘争に身を投じて負傷。1960年の秋、安保闘争のデモの渦中に身を投じた経験と恋とをうたった「意志表示」で第3回短歌研究新人賞推薦次席。安保世代の学生歌人として、立命館大学の清原日出夫とともに「東の岸上大作、西の清原日出夫」と謳われた。同年12月、失恋を理由として下宿の窓で首を吊って自殺。死の寸前まで書かれた絶筆「ぼくのためのノート」がある。著書はすべて死後の刊行であり、作品集・白玉書房刊「意志表示」（1961年）、日記・大和書房刊、「もうひとつの意志表示」（1973年）など。
現在、兵庫県の姫路文学館に展示ブースが設置されており、「意志表示」などの直筆作品を見ることが出来る。

## 作風
岸上の作品は、著書「意志表示」の中で、初期の戦死した父と母をうたう。いかにも素朴なうたいようから、安保闘争とその際の暴虐によって殺された樺美智子を、恋愛をうたった晩年の作までを見ることができる。作品中の大きな主題は、恋愛・家庭・社会主義である。

## 寺山修司とのかかわり
岸上は寺山修司から影響を受けつつも、やがて主として政治的理由から対立するようになる。寺山の記しているところによると、1960年の初夏、岸上は寺山を訪問し「寺山さんは（安保闘争の）デモには行かないんですか？」という質問をぶつけたという。その後まもなく、岸上は批判的な内容を含む「寺山修司論」を発表した。
寺山は岸上の死後、自殺の原因が失恋であったことや絶詠に母への追慕がうたわれていたことと、性急な政治的行動とのギャップに対して辛辣な評言を記している。岸上の没後に編纂された『岸上大作全集』には「虚無なき死、死なき虚無」と題する文章を寄せたが、そこでも「私は、リングの中央にダウンしている鼻血まみれのみにくい敗者への一瞥のような眼できみの全歌をよみかえしている。実際のところ－いい歌などただの一首もないではないか。」と書いた。

## 書籍

### 著書
- 意志表示―岸上大作作品集（白玉書房・1961）
- 岸上大作全集（思潮社・1970）
- 意志表示（角川文庫・1972）
- もうひとつの意志表示―岸上大作日記大学時代その死まで（大和書房・1973）
- 青春以前の記―岸上大作日記高校生活から（大和書房・1974）
- 岸上大作歌集 現代歌人文庫18（国文社・1980）

### 関連図書
- 血と雨の墓標―評伝・岸上大作（小川太郎著、神戸新聞総合出版センター・1999）